# Metropolitan Művészeti Múzeum
A New York-i Metropolitan Művészeti Múzeum, (Metropolitan Museum of Art, rövidítve MMA),  közkeletű nevén a Met, az USA egyik legnagyobb művészeti gyűjteményével rendelkező intézménye, egyike a világ leglátogatottabb múzeumainak. Állandó gyűjteménye több mint kétmillió kiállítási tárgyat tartalmaz 17 múzeumi részlegbe rendezve.
A Met főépülete a Central Park keleti szélén a 82. utca és a Fifth Avenue találkozásánál áll Manhattan múzeumi negyedében, amelyet az ott elhelyezkedő számos múzeum miatt Museum Mile-nak (Múzeum mérföld) is hívnak. A múzeumhoz tartozó második kisebb épület  a The Cloisters,  mely Upper Manhattan-ben a Fort Tryon Park mellett található, gazdag művészeti, építészeti és középkori európai kiállítási tárgyakkal rendelkezik. 2016-ban megnyitották újabb épületüket, az Upper East Side-on a Madison Avenue-n található Met Breuer múzeumot, mellyel a múzeum modern és kortárs művészeti programját bővítették.
A Metropolitan Művészeti Múzeumot 1870-ben alapították, az eredeti épületet, mely a Fifth Avenue 681 szám alatt állt 1872. február 20-án nyitotta meg kapuit.

## Története

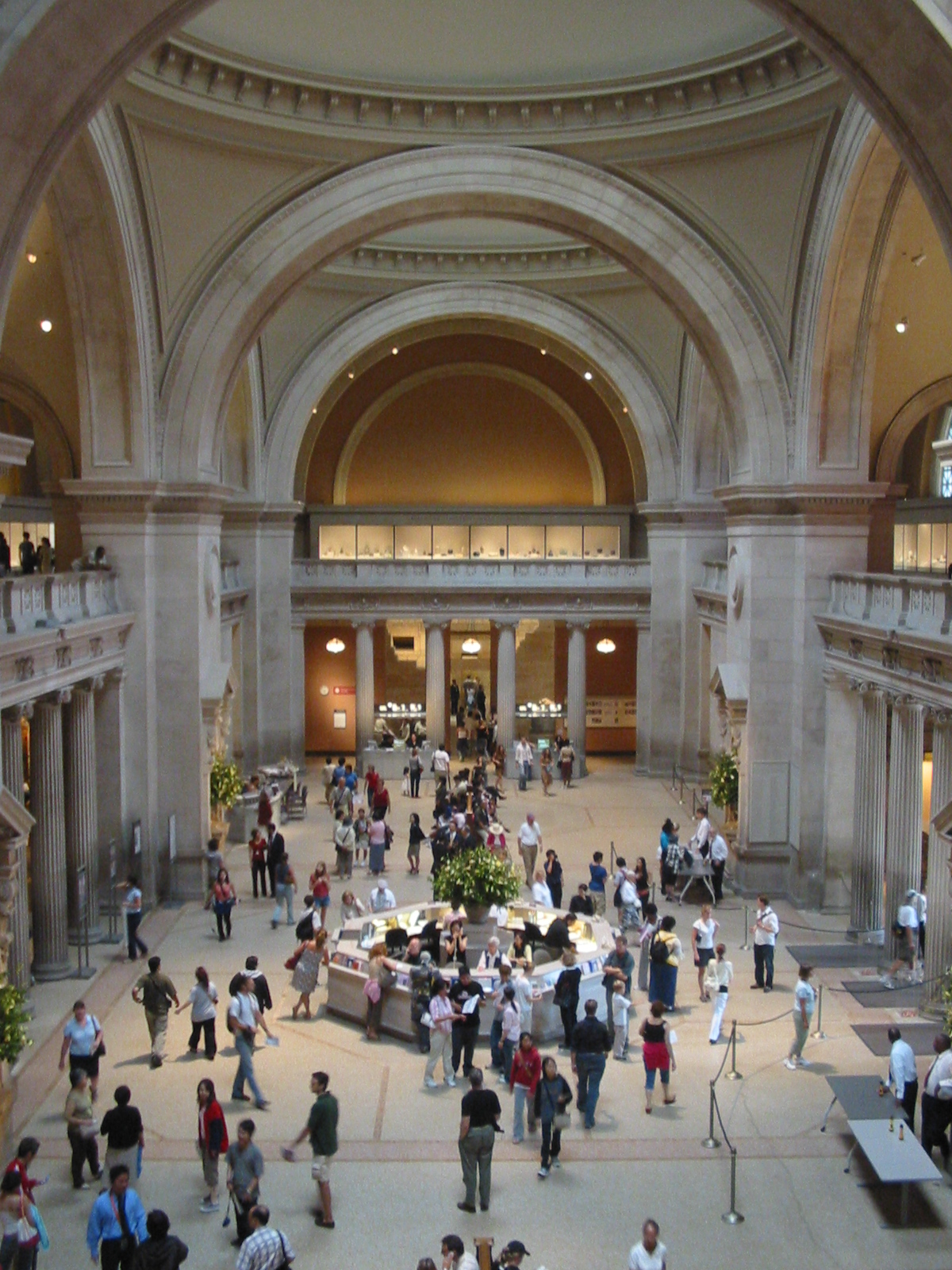
A múzeum előcsarnoka

1866-ban Párizsban az ott élő/tartózkodó amerikaiak egy csoportja közösen ünnepelte július 4-ét, az Egyesült Államok nemzeti ünnepét. Ez alkalommal John Jay, neves közéleti személyiség beszédében javasolta honfitársainak, hogy – a franciaországi nagy múzeumok példája alapján – hozzanak létre egy nemzeti művészeti intézetet és galériát. A javaslatot nagy lelkesedés fogadta, és a következő évek során a New York-i Union League Club aktív előkészítő tevékenységet folytatott, támogatókat gyűjtött. A projekt gyorsan haladt, és 1870. április 13-án bejegyezték a Metropolitan Művészeti Múzeumot (Metropolitan Museum of Art).
Az 1870-es években még a Fifth Avenue egyes meglévő reprezentatív épületeiben kapott elhelyezést, a közönség számára 1872. február 20-án nyílt meg. 1880. március 30-ra épült fel első épülete jelenlegi helyén, Calvert Vaux és Jacob Wrey Mould tervezésében. Ez az épület súlyos kritikákat kapott, és emiatt, meg a helyszűke miatt is hamarosan át- és körbeépítették, mára alig látható belőle valami. Az évtizedek során további szárnyakat emeltek. Az épület jelenlegi alakja fő vonalaiban az 1990-es évekre alakult ki, és mára a világ egyik legnagyobb múzeumi komplexuma. Fejlődése azonban nem állt le, 2009-re például átalakították az Amerikai Szárnyat (American Wing), és 12 új, az egymást követő korszakok alkotásait magukba foglaló termet alakítottak ki, valamint a Central Parkra néző új kávézót nyitottak.

## Gyűjteményei

### Amerikai iparművészet
Az amerikai dekoratív művészet részlege mintegy 12 000 tárgyat tartalmaz, a késői 17. századtól a 20. század elejéig. Ezt a részleget 1934-ben alakították ki. Leghíresebbek itt az üvegfestészet darabjai, beleértve Louis Comfort Tiffany munkáit. 25 terem mutatja be a különböző korszakok bútorait, dísztárgyait, ezüstkészleteit.

### Amerikai festmények és szobrok
A Metropolitan alapításától fogva nagy gondot fordít az amerikai művészeti alkotások gyűjtésére. Az egész kollekció első darabja is egy amerikai mű, Hiram Powers California című allegorikus szobra lett 1870-ben, ami ma is látható a galériában. 2009-re az amerikai gyűjtemény több mint ezer festményt, hatszáz szobrot, 2 600 rajzot foglal magába, és átfogja az amerikai művészet fejlődését a gyarmati korszaktól egészen a 20. század elejéig.
Megtalálhatók a legismertebb amerikai festők, mint Gilbert Stuart, Emanuel Leutze, Winslow Homer, George Caleb Bingham, John Singer Sargent, James McNeill Whistler, és Thomas Eakins.

### Az ókori Kelet művészete
Az 1800-as évek végétől kezdve a Met megkezdte a közel-keleti műtárgyak gyűjtését.
Az ékírásos tábláktól és pecsétnyomóktól kezdve a keleti gyűjtemény gyorsan növekedett. Jelenleg ez a részleg több mint 7 000 tárgyat őriz, az neolitikumtól a Szászánida Birodalomig és a késői ókorig. Számos sumer, hettita, asszír, babiloni, elámi kiállítási tárgy mellett különlegesen gazdag bronzkori gyűjtemény is megtekinthető. A gyűjtemény legértékesebb darabjai közé tartoznak a sédu figurák II. Assur-nászir-apli palotájából.

### Középkori fegyverek és páncélok

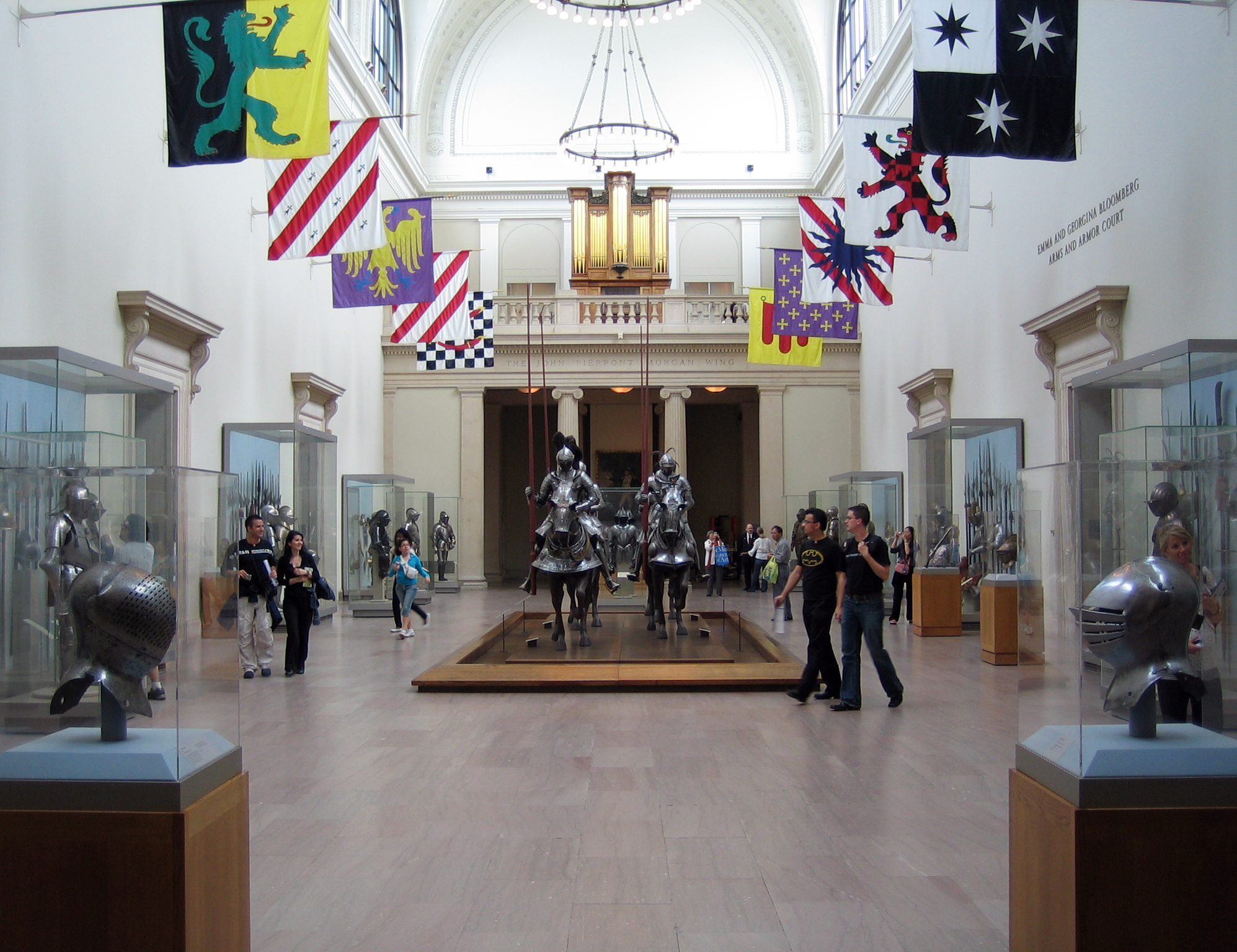
Fegyverek és páncélok, középkor, fő terem

A fegyvergyűjtemény a múzeum legnépszerűbb részei közé tartozik. A gyűjtés fő szempontja a kitűnő mestermunkák bemutatása, ezért sok tárgya eleve dekoratív célra készült, főleg a késő középkori Európában és az 5-19. századi Japánban. A hatalmas kollekció azonban ezen kívül is a világ szinte minden területére és korszakába elviszi a látogatót, az ókori Egyiptomtól a híres korai amerikai Coltokig.

### Afrika, Óceánia, és az Amerikák művészete
Bár a Met már 1882-ben hozzájutott néhány perui antikvitáshoz, csak 1969-ben kezdte meg a rendszeres gyűjtést ezen a területen, amikor Nelson Rockefeller a múzeumnak adományozta több mint 3000 darabból álló gyűjteményét. Ma a Rockefeller szárnyban elhelyezkedő részleg már több mint 11 000 darabot őriz, Fekete-Afrikából és a dél-csendes-óceáni szigetvilágból, és az Eurázsián kívüli sok-sok más vidékről. Megtalálhatók benne a 40 000 évesnél idősebb ausztráliai sziklafestmények, a középkori benini királyság szertartási tárgyai, nemesfémből és a természetben található anyagokból készült tárgyak egyaránt.

### Ázsiai művészet
A Metropolitan ázsiai részlege valószínűleg a legnagyobb ilyen gyűjteményt őrzi az Ázsián kívüli múzeumok sorában. Több mint 60 000 tárgy 4000 éves időszakot mutat be egy önálló szárnyépületben.
Minden ázsiai civilizáció és minden műfaj képviselteti magát, a kínai kalligráfiától a festészeten át a szobrokig és az ötvösművészetig.

### Divat Intézet
A korábban önálló Ruhaművészeti Múzeum (Museum of Costume Art) 1937-ben csatlakozott a Methez és lett annak egy részlege Costume Institute néven.
A textíliák fényérzékenysége miatt állandó kiállítás itt nincs, hanem évente két alkalommal időszaki bemutatót szerveznek a kollekcióból, egy-egy neves alkotó, mint Chanel és Gianni Versace munkásságát állítva középpontba.

### Rajzok és nyomatok
Ez a részleg kimondottan a középkor után, Észak-Amerikában és Európában keletkezett rajzokra és nyomatokra koncentrál. Egyéb rajzok a múzeum más részeiben is elfordulnak.
A gyűjtemény alapjait a Cornelius Vanderbilt által 1880-ban a múzeumnak adományozott 670 rajz vetette meg. 2009-ben több mint 11 000 rajzot és 1,5 millió nyomatot és 12 000 illusztrált könyvet számlált a készlet. Az európai festészet nagy mesterei általában sokkal több rajzot készítettek, mint festményt, így ez a részleg is büszkélkedhet többek között Michelangelo, Leonardo da Vinci, Rembrandt rajzaival és Van Dyck, Dürer, és Degas metszeteivel.

### Egyiptomi művészet

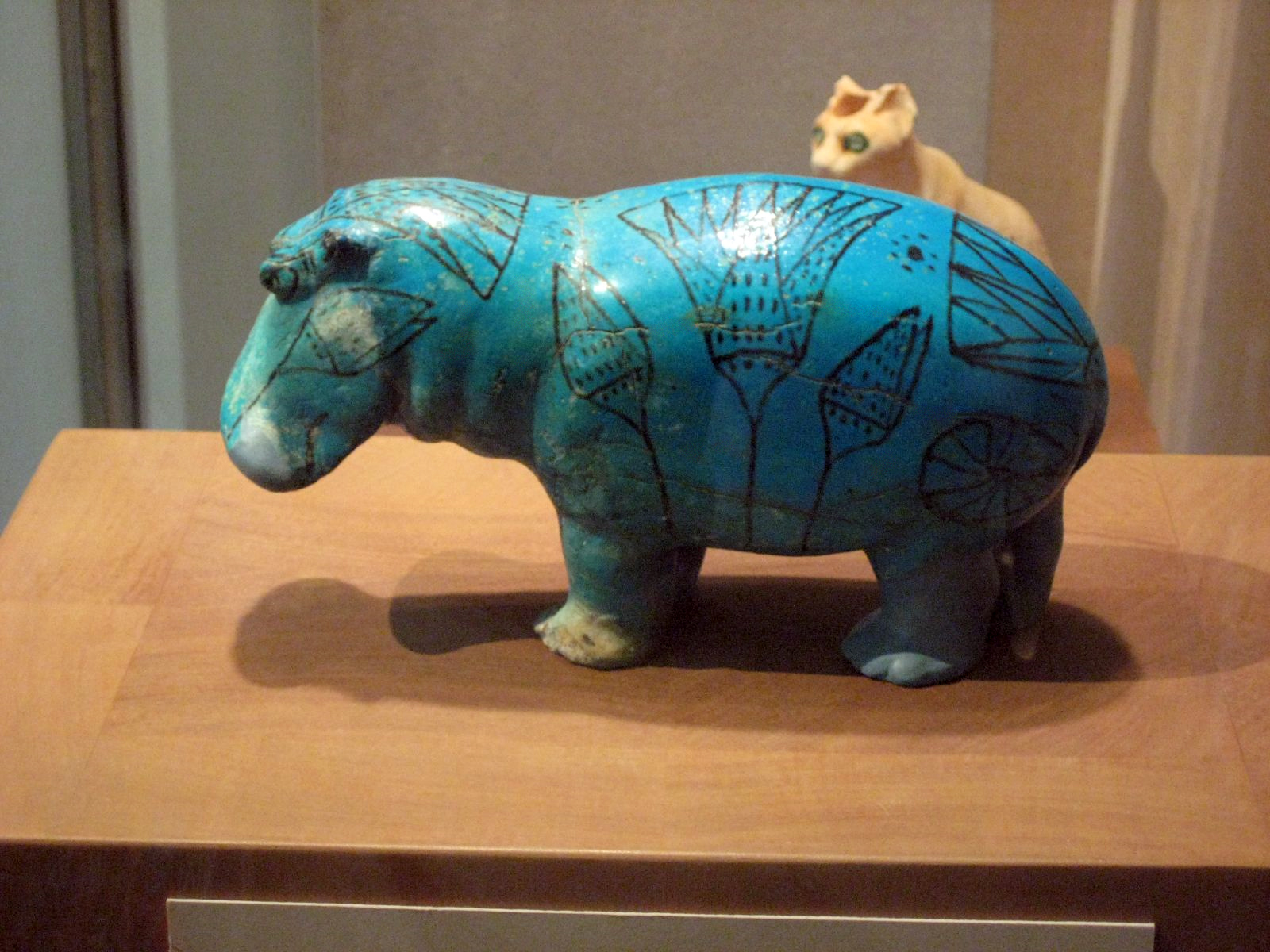
Egyiptomi víziló-figura

Bár a Met egyiptomi gyűjteményének nagyobb része adományokból, magángyűjteményekből származik, a múzeum maga is szervezett 1906 és 1941 között tudományos expedíciókat a helyszínre, és természetesen az így feltárt és feldolgozott leletek tudományos szempontból még értékesebbek. Az így szerzett tárgyak a 36 000 darabos, Egyiptom történetét a paleolitikumtól a római korig végigkísérő kollekció csaknem felét teszik ki.
A negyven termet számláló egyiptomi szárny legértékesebb kincsei közé tartozik az a 24 famodell, amelyeket Dejr el-Bahariban találtak egy sírban, 1920-ban. Ezek a modellek példátlan részletességgel állítják elénk az egyiptomi Középbirodalom korai szakaszának életét, csónakokat, kerteket, a mindennapok jeleneteit.
Az egyiptomi szárny legnépszerűbb látványossága azonban Dendur temploma, amit az Egyesült Államoknak ajándékozott Egyiptom az Asszuáni-gát építése előtti leletmentésben nyújtott segítségéért, és 1978-ban állítottak fel jelenlegi helyén.
Ez a részleg őrzi a Met legrégebbi tárgyait is: a Dejr el-Bahari területén talált kovakő eszközök az alsó paleolitikum idejéből, (i. e. 300 000 – i. e. 75 000) származnak.

### Európai festészet
Európai látogatók számára talán a legnépszerűbb részlege a múzeumnak, de a vásárlásra fordított összegek legnagyobb részét is erre a gyűjteményre fordították. Számos, nemcsak világhírű, de képekről világszerte jól ismert festményt lehet itt eredetiben is megcsodálni.
Két fő része a Régi mesterek és a 19. századi európai festészet, különös hangsúllyal a francia, olasz és holland mesterekre. A legrégebbi németalföldi festők közül kiemelkedik Joos van Cleve három képe.
Több nagy festőegyéniség életművének jelentős része megtalálható itt egy-egy teremben: Monet 37, Paul Cezanne 21, és Rembrandt 18 alkotása. Vermeer kevés fennmaradt művéből öt található a Metropolitanben, sehol máshol nem látható ennyi egy helyen.
Más, ragyogó alkotásokkal képviselt kiemelkedő alkotók, csak felsorolásszerűen: Vincent van Gogh, id. Pieter Bruegel, Georges de La Tour, El Greco, Raffaello, Botticelli, Jacques-Louis David.
Az elmúlt évtizedekben a Met irányítói azt a politikát folytatták, hogy megváltak egy sor kisebb jelentőségű műtől és helyettük kis számú, de „világszínvonalú” alkotást szereztek be. Bár művészettörténeti szempontból ez a gyakorlat erősen megkérdőjelezhető és sok vitát, bírálatot váltott ki, az az eredménye meglett, hogy a múzeum hozzájutott néhány kimagaslóan drága alkotáshoz, kezdve Diego Velázquez Juan de Pareja című művével 1971-ben. Egy frissebb hasonló beszerzés Duccio Madonnája a gyermekkel, amely a múzeumnak több mint 45 millió dollárjába került, azaz több mint a kétszeresét fizették érte, mint korábban bármely más festményükért. A kép alig nagyobb 15x15 cm-nél, de a saját Mona Lisájukat látják benne.

### Európai szobrászat és iparművészet

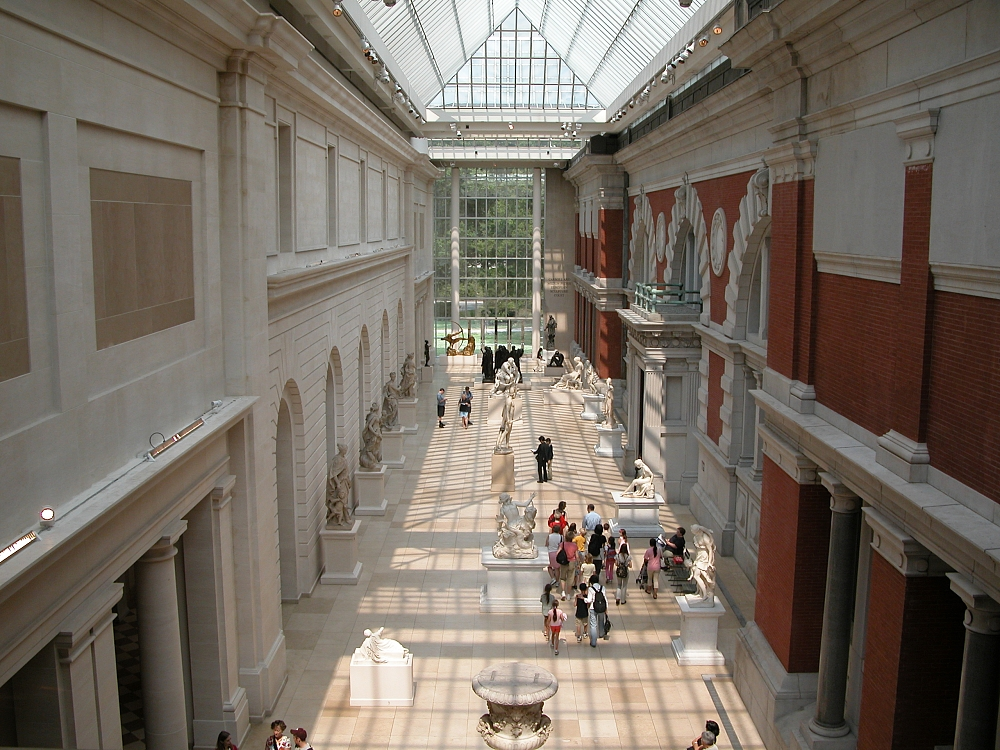
Az európai szobrászat udvara

Az európai szobrászati és iparművészeti részleg az egyik legnagyobb a Metben, több mint 50 000 kiállítási tárggyal az 1400-as évektől a 20. századig. Bár a kiállítás fókusza főleg a reneszánsz szobrokra irányul – amelyek közül sok in situ látható, korabeli bútorokkal és dekorációval körülvéve – számos más művészeti ágazat is gazdagon képviselteti magát, mint a bútorok, textíliák, ékszerek, üveg és kerámia, órák és műszerek.
A látogatók korhűen berendezett termek tucatjaiba léphetnek be. A kollekció még egy teljes 16. századi spanyol patiót is magába foglal Vélez Blanco kastélyából, egy kétemeletes galériában rekonstruálva. A legjelentősebb képviselt szobrászok Giovanni Lorenzo Bernini, Auguste Rodin és Jean-Antoine Houdon.

### Hangszergyűjtemény

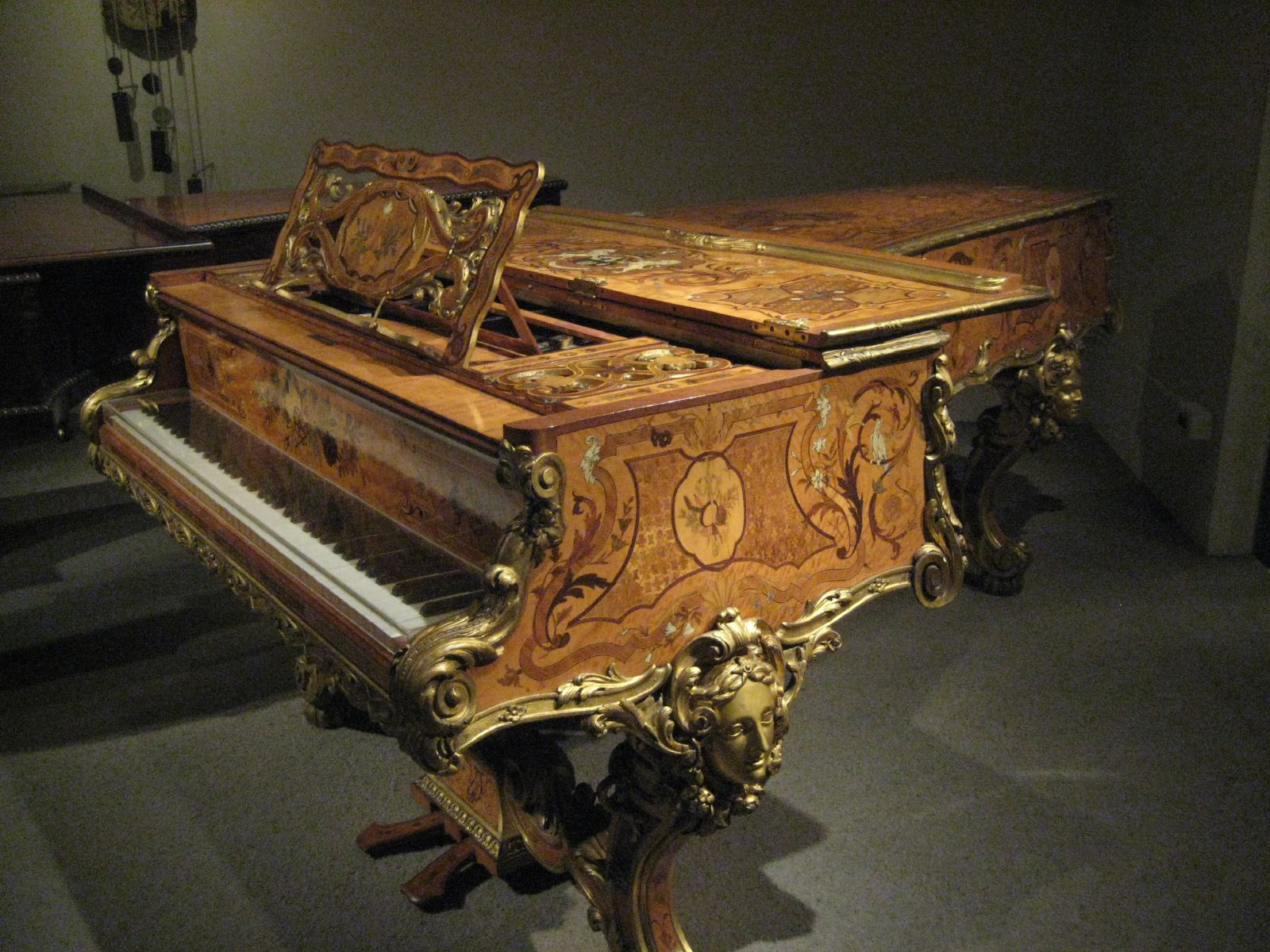
Sébastien Érard francia hangszerkészítő által készített zongora ~1840

A Met hangszergyűjteménye kb. 5 000 különböző a világ minden részéből gyűjtött hangszerből áll, mely ezzel a gyűjteményével gyakorlatilag egyedülálló a világ főbb múzeumai között.  A gyűjtemény az 1889-ben Lucy W. Drexel által adományozott hangszerekkel vette kezdetét, a jelenlegi gyűjtemény tovább bővült Mary Elizabeth Adams, John Crosby Brown felesége által adományozott hangszerekkel. A hangszerek a kezdetektől  mind a mai napig is, nem pusztán esztétikai értéket képviselnek, hanem származási helyük kulturális és társadalmi aspektusait is mutatják.
A modern hangszergyűjteményben minden kontinens eltérő zenei kultúrája képviselve van, melynek  kiemelkedő értékeihez Stradivari és Amati hegedűk tartoznak, valamint Bartolomeo Cristofori által kifejlesztett első zongorák egyike, egy 1720-ban készült zongora. Az értékes hangszerek között reneszánsz, barokk európai és amerikai hangszerek is vannak, 17. és 19 század közötti fúvós hangszerek,  egy Thomas Appleton által készített amerikai orgona 1830-ból, ázsiai értékes fémből készült hangszerek és egy gitár, melyen egykor Andrés Segovia játszott.
A gyűjtemény hangszereinek többsége megszólaltatható, a múzeum zenei részlege vendégművészek fellépésével a hangszerek bemutatására koncerteket is szervez.

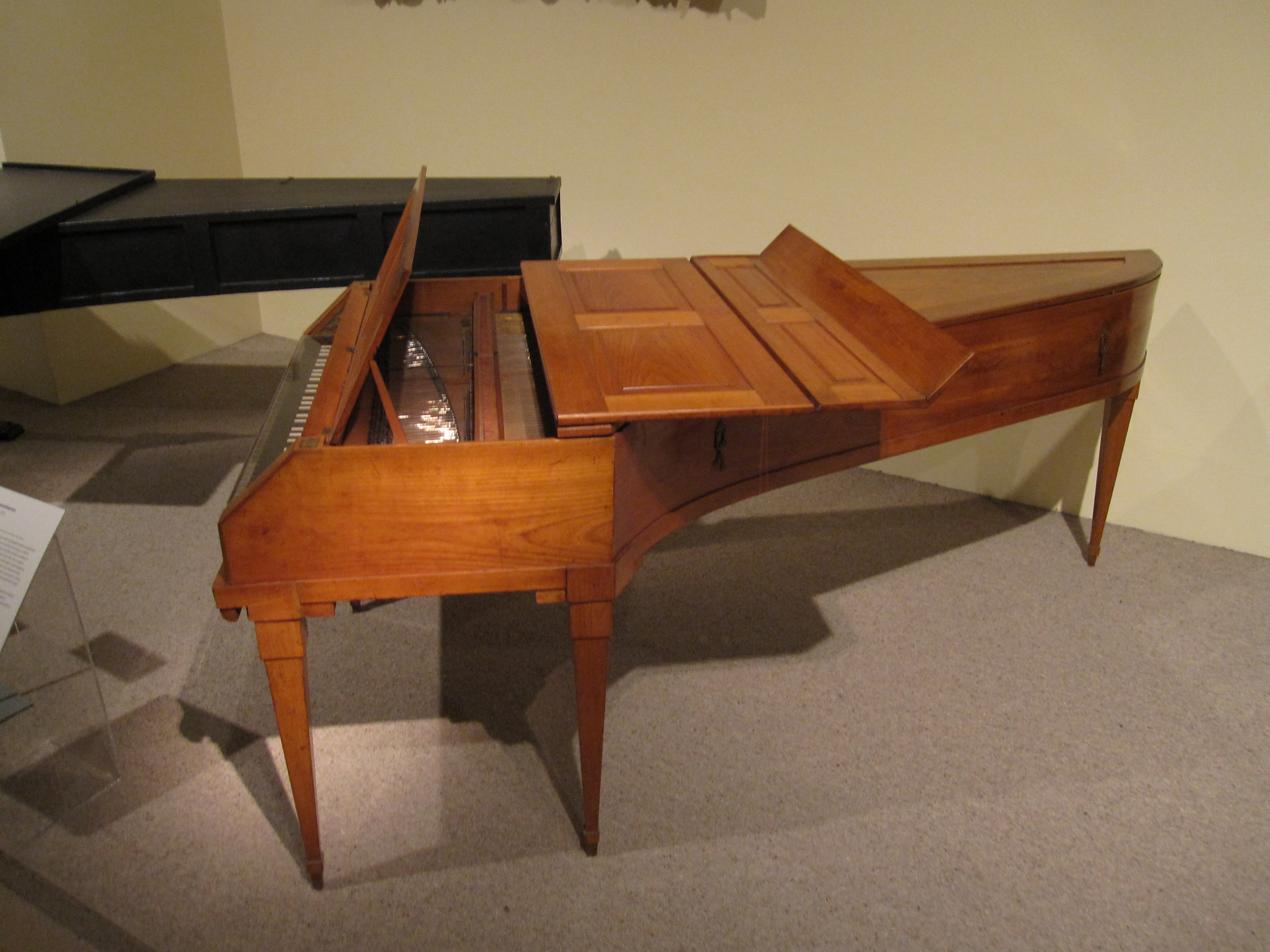
Ferdinand Hofmann és Bartolomeo Cristofori által készített zongora kb. 1790-ből
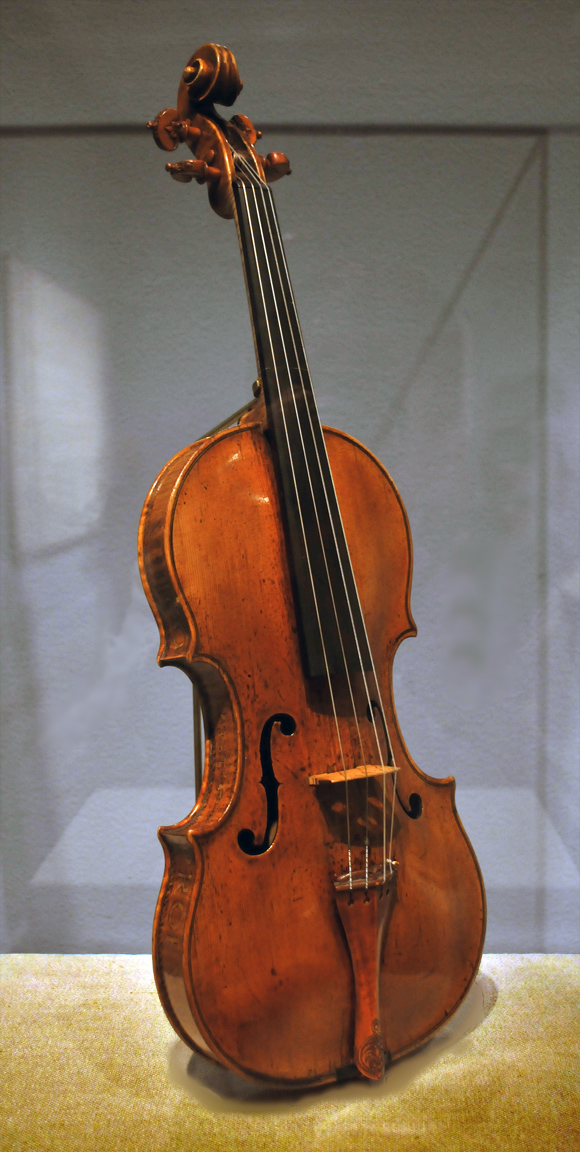
Andrea Amati hegedű kb. 1560-ból
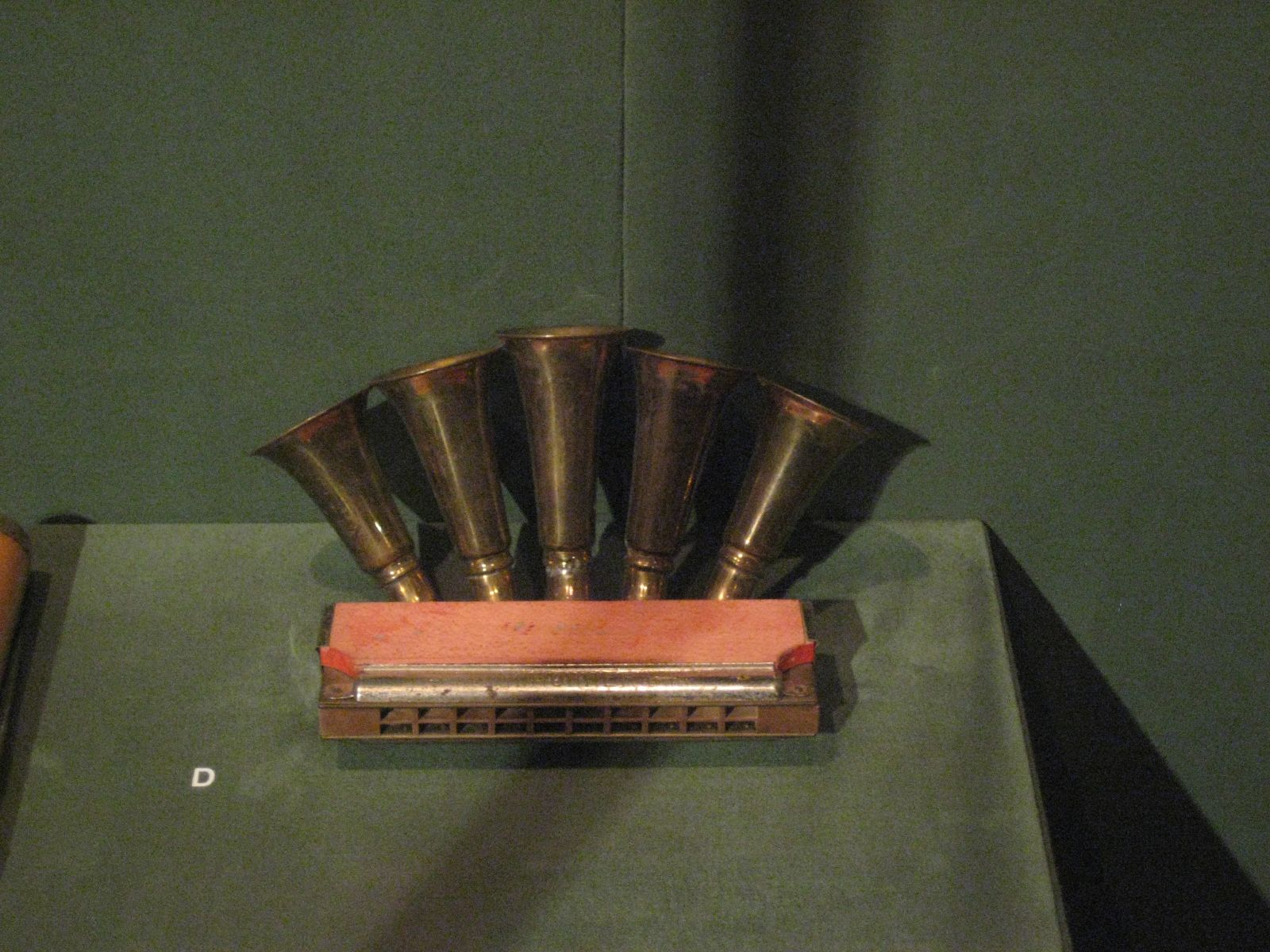
Hohner német hangszerkészítő által készített  szájharmonika kb. 1915-ből
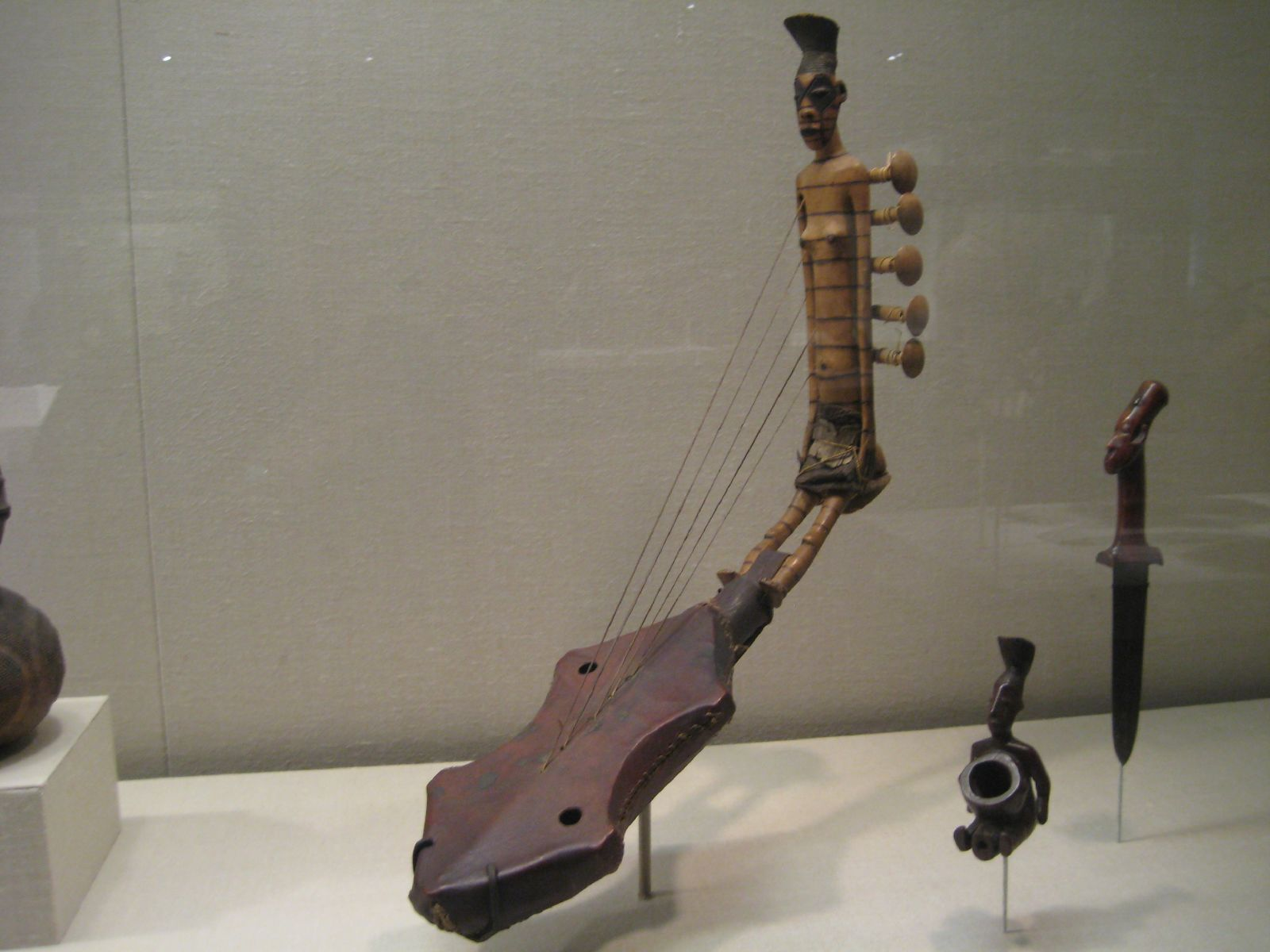
Mangbetu népi hárfa (Kongó)

## Galéria
- Albrecht Dürer:
Melankólia I.
(1514)
- Pieter Bruegel:
Aratók
(1565)
- Caravaggio:
Zenészek
(1595)
- Georges de La Tour:
A jövendőmondó
(1630)
- Jan Vermeer van Delft:
Nő vizeskancsóval
(1660-1662)
- Goya:
Manuel Osorio Manrique de Zúñiga
(1777–1778)
- Kacusika Hokuszai:
A nagy hullám Kanagavánál
(1829 és 1833)
- William Turner:
Canal Grande
(1835)
- Emanuel Leutze:
Washington átkel a Delaware folyón
(1851)
- Jean Auguste Dominique Ingres:
Princesse Albert de Broglie
(1851–1853)
- Edgar Degas:
Táncóra
(1872)
- Édouard Manet:
Csónakázás
(1874)
- Vincent van Gogh:
Önarckép szalmakalapban
(1887)
- John Singer Sargent:
Madame X
(1884)
- Paul Gauguin:
Szieszta
(1894)
- Claude Monet:
A londoni parlament (A köd hatása)
(1903–1904)
- Henri Rousseau:
Az oroszlán vacsorája
(1907 körül)
- Amedeo Modigliani:
Jeanne Hébuterne
(1919)